# 高橋賢 (武道史研究家)
高橋 賢（たかはし まさる、1947年 - ）は、日本の武道家、武道史研究家、鍼灸師（神奈川県鍼灸師会理事）、柔道整復師。大東流と太極拳、および気功を指導している。

## 経歴
東京都八王子市に生まれる。早稲田大学文学部卒業。在学中より武道史研究のため、各地の古武道の師範を訪ね歩いた。卒業論文は「日本柔術概論」。
1972年、大東流合気武術佐川道場へ入門するなど、自身も研鑽を重ねる。
中国武術は松田隆智に師事し、太極拳、八卦掌を学ぶ。日本の武道は、奥山龍峰（初代）に八光流を学び、皆伝師範。その後、竹内流第13代・竹内久教より竹内流を学び、次臈となる（次臈は竹内流の、免許手前を意味する資格である）。併せて佐川幸義より大東流と甲源一刀流を学び、大東流は奥伝四段。甲源一刀流は目録に至った。

## 著述活動
武術指導のみならず、著述活動もおこなっている。「月刊空手道」に「幻の日本柔術」を6年間連載。これは未完に終わっている。また1999年から2006年まで、「季刊合気ニュース」に「大東流合気武術史初考」を連載した。

## 著書
- 『気功法 中国秘伝の健康術』 新星出版社 1983年
- 『神秘の拳法 八卦掌入門』 日東書院本社 1984年 （松田隆智と共著）
- 『佐川幸義先生伝 大東流合気の真実』 福昌堂 2007年